# Ryzyko biznesowe
Ryzyko biznesowe – ryzyko nieosiągnięcia założonych i koniecznych celów ekonomicznych z powodu niepowodzenia w rywalizacji rynkowej.